# Donna Leon – Schöner Schein
Schöner Schein ist ein deutscher Fernsehfilm von Sigi Rothemund aus dem Jahr 2012, der auf dem gleichnamigen Roman von Donna Leon basiert. Es handelt sich um die achtzehnte Episode der ARD-Kriminalfilmreihe Donna Leon mit Uwe Kockisch als Commissario Guido Brunetti in der Hauptrolle.

## Handlung
Commissario Guido Brunetti ist mit seiner Frau Paola unterwegs zu seinem adligen Schwiegervater, dem Conte Falier. Er beschwert sich bei seiner Frau über die langweiligen gesellschaftlichen Abendessen, zu denen die beiden von dem Conte immer wieder eingeladen werden. Doch diesmal weckt eine geheimnisvolle Schöne sein Interesse. Es ist Franca Cataldo, die mit ihrem Ehemann Maurizio an dem Abendessen teilnimmt. Ihr Gesicht wirkt durch diverse Schönheitsoperationen eher starr, aber dennoch anziehend auf Brunetti. Sie kann Brunetti durch ihre Belesenheit für sich einnehmen und in ein Gespräch über Literatur verwickeln. Während des Gesprächs erhält ihr Mann einen Telefonanruf, in dem es um Transporte geht, Brunetti bekommt davon jedoch nichts mit.
Am nächsten Tag wird Brunetti zu einem neuen Tatort gerufen. Der Spediteur Ranzato wurde tot in seiner Wohnung aufgefunden. Es fehlen nur ein paar Scheckkarten und die Armbanduhr des Opfers. Die Polizei nimmt rasch an, dass der dilettantische Einbruch nur vorgetäuscht war, um einen Mord zu vertuschen. Es werden keine Fingerabdrücke gefunden. Einzige Zeugin ist eine Frau, die den Täter beim Verlassen des Hauses gesehen hatte, als sie mit ihrem Hund auf der Straße unterwegs war. Vor dem Tatort beobachtet auch Maurizio Cataldo die Ermittlungen. Als Brunetti vor dem Haus auftaucht, verschwindet er jedoch in der Menge.
Im Zuge der Ermittlungen besucht Brunetti die Spedition Ranzatos, trifft dort aber nur einen mürrischen Arbeiter, der den Chef oft vertritt, wenn dieser nicht anwesend ist. Lastautos findet er nicht in der Spedition.
In Brunettis Dienststelle, der Questura, steht der 59. Geburtstag von Vice-Questore Patta bevor. Es ist nicht das erste Mal, dass Patta seinen 59. Geburtstag feiert, denn er fürchtet sich vor dem 60. und seiner bevorstehenden Pensionierung. Prompt trifft auch ein Schreiben des Innenministeriums ein, das sich mit der Pensionierung des Vice-Questore befasst. Es ist jedoch noch nicht unterschrieben. Traurig schleicht Patta durch seine Dienststelle und beobachtet die Beamten. Er würde sich gerne nochmals aktiv an der Aufklärung eines Falls, der anscheinend sein letzter sein soll, beteiligen. Doch Brunetti rät ihm davon ab, denn der vorliegende Mordfall scheint gefährlich zu werden.
Beim Essen mit seiner Frau und den Kindern kommt das Gespräch auf die Mafia. Brunettis Tochter, Chiara, kommt auf die Verflechtungen zwischen der Politik und der Mafia zu sprechen, die sich ja auch auf die Polizeiarbeit auswirken könnte.
Maurizio Cataldo berichtet seiner Frau, dass die Polizei die Ermittlungen im Mordfall Ranzato aufgenommen hat. Diese macht sich gerade bereit, um alleine auszugehen. Vor dem Haus erwartet sie ein Mann, der sie mit dem Motorboot ins Casino bringt. Dort küssen sich die beiden leidenschaftlich. Auch Commissario Brunetti denkt an die schöne Franca Cataldo, als er vor seinem Bücherregal steht und beschließt, nochmals die Werke Dante Alighieris zu lesen, über die er mit der belesenen Franca gesprochen hat. Brunettis Frau jedoch bevorzugt die Bücher von Henry James.
Während Franca Cataldo im Casino ist, verschafft sich ein Einbrecher Zutritt zu ihrer Wohnung. Er scheint aber keine Wertgegenstände mitnehmen zu wollen, sondern montiert ein Abhörgerät an einem Möbelstück. Plötzlich hört er, dass Franca nach Hause kommt. Sie geht ins Badezimmer um sich abzuschminken, doch da hört sie ein Geräusch und sieht nach. Es ist aber nur Maurizio, der sie in die Arme nimmt. Der Einbrecher ist unerkannt entkommen.
In der Questura durchleuchtet Brunetti mit Signorina Elettra die Auftragsbücher der Spedition des ermordeten Stefano Ranzato. Er hatte kaum Aufträge und anscheinend nur ein wenig Obst transportiert. Der Verbleib von fünf Lastwagen aus dem Fuhrpark Ranzatos bleibt ungeklärt. Franca Cataldo unterbricht die Recherchen und will Commissario Brunetti sprechen. Sie sieht die Fahndungsbilder, die auf Brunettis Tisch liegen, behauptet aber, den gesuchten Täter nicht zu kennen. Sie hat Brunetti ein Büchlein aus ihrer Bibliothek mitgebracht, die Fasti des römischen Dichters Ovid. Da wird Brunetti von seinem Schwiegervater, dem Conte unterbrochen, der ihn wie geplant abholt, um mit ihm ein Bild in einer Galerie zu besichtigen und eventuell zu kaufen. Das Bild zeigt einen Edelmann, der ein faltenloses Gesicht präsentiert. Doch seine meisterlich gemalten Augen verraten, dass er zur Zeit der Entstehung des Bildes wohl schon wesentlich älter ist als es die Darstellung glauben machen will. Das Gespräch kommt auf Franca Cataldo und ihre Schönheitsoperationen. Brunettis Schwiegervater vermutet einen Unfall oder andere Entstellungen als Grund für Francas Gesichtschirurgie. Die beiden Männer transportieren das Bild zum Wohnhaus des Conte. Auf der Fahrt mit dem Motorboot zur Wohnstätte des Conte diskutieren sie die Müllabfuhr Venedigs. Brunettis Schwiegervater scheint sich mit dem Müllgeschäft gut auszukennen. Er berichtet Brunetti, wie der Müll aus ganz Europa über Neapel nach China verschifft wird, wo er entsorgt wird. Maurizio Cataldo ist in diesem lukrativen Geschäft tätig und hat dem Conte eine Geschäftspartnerschaft angeboten. Wieder zu Hause berichtet Brunetti seiner Frau Paola von dem Gespräch und fragt sie, warum der Schwiegervater nicht langsam seine Geschäftstätigkeiten aufgibt, um in der Pension sein Leben zu genießen. Doch Paola macht ihm deutlich, dass genau diese Tätigkeiten das Leben ihres Vaters ausmachen und ihn aktiv erhalten. Brunetti bringen diese familiären Verwicklungen jedoch in einen beruflichen Interessenskonflikt.
Die Obsthändler, für die Ranzatos Laster gefahren sind, existieren nur auf dem Papier. Wie Elettra herausfindet, landen alle Zahlungen für Transporte einzig und allein auf dem Konto des Spediteurs Franco Barbaro. Brunetti beschließt, zusammen mit seinem Kollegen Sergente Vianello Franco Barbaro in seiner Obsthandlung aufzusuchen. Dieser ist ein Trinker und bedroht die Polizei mit einer Waffe. Er will keine Fragen gestellt bekommen. Sein Laden ist angeblich schon seit fünf Jahren geschlossen und alle Obsttransporte wurden über die Spedition Ranzatos durchgeführt. Doch ein paar neue Obstkisten und Reste einer Banane sprechen eine andere Sprache. Brunetti findet auf dem Betriebsgelände eine Halle, wo noch ein paar Kisten mit frischem Obst lagern. Hinter der Halle befindet sich eine Anlegestelle, an der gerade ein Motorboot anlegt. Es gehört Antonio Barbaro, dem Neffen des Spediteurs Franco Barbaro. Antonio vertreibt die beiden Polizisten von dem Gelände, für das sie keinen Durchsuchungsbefehl vorweisen können.
Im Büro durchleuchten Brunetti und Elettra die Identität Antonios. Um schneller vorwärts zu kommen, hackt Elettra die Datenbank des Innenministeriums, zu der sie ein Passwort herausgefunden hat. Antonio Barbaro wurde in Neapel bereits zweimal wegen Mordes angeklagt, musste aber jedes Mal freigesprochen werden, da Zeugen nicht aussagten.
Vice-Questore Patta sieht den Obsthändler Franco Barbaro als Schlüsselfigur in dem Mordfall. Er will eine Razzia in dessen Lagerräumen durchführen. Brunetti will ihn davon abhalten, kann sich aber gegenüber seinem Chef nicht durchsetzen. Mit einer größeren Polizeitruppe umstellen sie Barbaros Lagerhalle. Dort geht gerade der Einbrecher, der auch die Cataldos heimgesucht hat, zu Werke. Er montiert in der Halle eine Kamera, die ihre Bilder über Funksignale übertragen kann. Da stürmen die Polizisten die Lagerhalle. Der Einbrecher kann sich durch die Hintertür absetzen, doch auch dort sind Polizisten platziert. Es kommt zu einer Verfolgungsjagd an der auch Brunetti per Boot teilnimmt. Doch der Einbrecher entkommt durch einen Hinterhof. Der Vice-Questore kann mit dem Tempo der Verfolgung nicht mithalten. Ganz außer Atem muss er in einem Café um ein Glas Wasser bitten. Als er dort Platz genommen hat, beobachtet er den Einbrecher, der gerade über eine Mauer geklettert ist und dem Vice-Questore direkt in die Arme läuft. Mit vorgehaltener Pistole nimmt Patta ihn fest. Er bringt ihn in die Questura, wo ihn der Polizist Alvise direkt ins Verhörzimmer führt. Der Vice-Questore ist stolz auf seinen Erfolg und als Brunetti eintrifft, darf dieser den gefassten Einbrecher sofort vernehmen.
Doch der Einbrecher bleibt cool und behauptet, er werde keinen Anwalt brauchen. Er gibt Brunetti eine Telefonnummer. Der vorsichtige Commissario ruft dort aber nicht an, sondern beauftragt Elettra herauszufinden, wer sich hinter dieser Nummer verbirgt. Elettra stößt dabei auf eine Spezialeinheit der Polizei, die in Neapel die Machenschaften der Mafia durchleuchtet. Der vermeintliche Einbrecher ist der Undercover-Agent Filippo Guarino, ein Mafiajäger. Brunetti will von Guarino mehr Informationen bekommen, da er ahnt, dass dessen Tätigkeit mit den Transporten Barbaros zusammenhängt. Widerwillig eröffnet ihm Guarini, dass er hinter den Müllgeschäften der Mafia her ist. Mit den Lastwagen des ermordeten Stefano Ranzato wird Giftmüll nach Neapel geschafft und dort im Meer versenkt. Die wahren Hintermänner der Aktion bleiben jedoch im Dunkel. Der Spezialagent beschuldigt Brunetti über seine Frau und deren Vater in die Müllgeschäfte verwickelt zu sein. Brunetti lässt ihn gehen. Sergente Vianello, der alles gehört hat, versichert Brunetti seiner Loyalität. Der einzige, der sich in dieser Situation wohlfühlt, ist der Vice-Questore, der die Aufklärung seines letzten Falles in greifbare Nähe gerückt sieht.
Als Brunetti erfährt, dass eines der letzten Telefongespräche Stefano Ranzatos Maurizio Cataldo gegolten hat, sucht er diesen in seiner Wohnung auf. Cataldo gibt zu, früher mit Ranzato befreundet gewesen zu sein, als dieser noch bei ihm arbeitete. Er habe aber den Kontakt zu ihm verloren, nachdem Ranzato seine eigene Firma gegründet hatte. Das entspricht nicht der Wahrheit. Brunetti sagt ihm das auf den Kopf zu. Er will Cataldo unter Druck setzen und erzählt ihm, dass er über einen Spezialagenten von den Müllgeschäften weiß. Das alles hört auch Franca Cataldo. Sie bittet den Commissario, ihren Mann in Ruhe zu lassen. Er habe mit der Sache nichts zu tun. Über Franca erfährt auch Antonio Barbaro von dem Mafiajäger, der auf die Müllgeschäfte angesetzt wurde.
Brunetti ist beunruhigt, weil auch sein Schwiegervater in die Geschäfte Cataldos mit der Mafia verwickelt sein könnte. Seine Frau Paola kann sich das jedoch nicht vorstellen. Brunetti geht einer Spur nach, die ihn nach Jesolo führt. Dort wurde vor einiger Zeit ein Zahnarzt mit einer Patrone getötet, die aus dem Lauf jener Pistole stammen könnte, mit der auch Stefano Ranzato ermordet wurde. Der Vice-Questore möchte sich der Fahrt zu den Carabinieri nach Jesolo anschließen, Brunetti hält ihn jedoch davon ab und fährt mit Sergente Vianello. Der ermordete Zahnarzt hatte viele Feinde, er behandelte Hunderte von Patienten, hatte aber in Wirklichkeit nie ein Studium der Zahnmedizin abgeschlossen. Viele Patienten wurden von ihm übel zugerichtet, darunter eine schöne Frau, die sich danach mehreren Schönheitsoperationen stellen musste, um ihr Gesicht wiederherzustellen. Es stellt sich heraus, dass es sich dabei um Franca Cataldo handelte. Sie und ihr Mann wurden zu dem Mord einvernommen, hatten aber ein Alibi und gaben an, zur Tatzeit bei Geschäftsfreunden gewesen zu sein. Diese Geschäftsfreunde waren Antonio Barbaro und Stefano Ranzato. Brunetti kehrt nach Venedig zurück. Sofort sucht er das Ehepaar Cataldo auf, trifft die beiden jedoch nicht an.
Der Mafiajäger Filippo Guarino ist den LKWs der Spedition Ranzato auf der Spur. Er bricht in eine Lagerhalle ein und findet dort die voll beladenen Lastwagen. Hinter dem Gemüse, das diese anscheinend geladen haben, finden sich Fässer mit Giftmüll. Doch Guarino wird in der Lagerhalle überrascht und von hinten in den Kopf geschossen. Seine Leiche wird an einem anderen Ort abgelegt. Brunetti fährt mit der Spurensicherung dorthin. Ihm ist klar, dass er selbst zur Ermordung des Agenten beigetragen hat, indem er im Hause Cataldo die Zusammenarbeit mit ihm erwähnt hat. Nochmals begibt er sich zu den Cataldos. Auch diesmal geben die beiden an, bei einem Arbeitstreffen gewesen zu sein. Brunetti vermutet Barbaro hinter dem geschäftlichen Treffen in der vergangenen Nacht. Doch im Nebenzimmer sitzt sein Schwiegervater, der Conte Falier, der bezeugt,  dass alle bei ihm bei diesem Arbeitstreffen waren. Gut gelaunt erzählt er seinem Schwiegersohn, dass er bald ein Geschäftspartner von Maurizio Cataldo sein werde.
Enttäuscht kehrt Brunetti in seine Wohnung zurück. Am nächsten Tag erscheint er nicht in der Questura. Der Vice-Questore Patta sucht Brunetti zu Hause auf und bringt ihn auf den neuesten Stand. Auch die Patrone, mit der Guarini ermordet wurde, stammt aus derselben Waffe, die schon im Fall Ranzato benutzt worden ist. Darüber hinaus wurden an der Leiche große Mengen an Quecksilber, Kadmium, Radium und Arsen gefunden. Für Brunetti wird klar, dass Filippo Guarino die Lastwagen mit dem Giftmüll gefunden hatte, bevor er getötet wurde. Brunetti bittet den Vice-Questore, ihn von dem Fall abzuziehen. Er gesteht seinem Chef, dass er unvorsichtig Cataldo von dem Agenten aus Neapel erzählt hat und dass sein eigener Schwiegervater ein Geschäftspartner von Cataldo sei. Doch der Vice-Questore will davon nichts hören. Er hält Brunetti für den besten Commissario, den er je hatte und meint, dass er auf ihn bei der Aufklärung seines letzten Falls nicht verzichten könne.
Brunetti nimmt den Fall wieder auf und findet im Hafengebiet die vermissten LKWs mit der Giftfracht. Wieder trifft er Franca Cataldo und konfrontiert sie direkt mit seinem Wissen über Antonio Barbaro. Dieser ist nun der einzige, der für die Morde in Frage kommt, doch es gibt gegen ihn kaum Beweise. Brunetti erzählt Franca, dass er auf der Suche nach den Lastwagen sei. Als er ihr verspricht, sie für eine Aussage gegen Barbaro vor einer Mitverurteilung bewahren zu wollen, steht sie wortlos auf und geht. Ganz in der Nähe wartet Antonio Barbaro mit seinem Motorboot auf sie. Brunetti weiß, dass Franca Antonio alle Informationen über die Lastwagen weitergeben wird.
Als Franca und Antonio in der Wohnung der Cataldos ankommen, muss sie feststellen, dass Antonio ihren Mann an einen Stuhl gefesselt und geschlagen hat. Er will sich dafür rächen, dass Maurizio auch mit Brunettis Schwiegervater als Geschäftspartner verhandelt hat. Franca will ihren Mann schützen und bedroht Antonio mit ihrer Pistole. Doch Antonio macht ihr klar, dass er sich vor ihrer Waffe nicht fürchtet. Sollte sie sie benutzen, käme sie lange Zeit ins Gefängnis und ihr Mann wäre allein. Er entwaffnet Franca und schlägt sie anschließend. Dann will er wissen, was sie mit Brunetti besprochen hat. Sie erklärt ihm, dass Brunetti auf der Suche nach den Lastwagen sei, die ein Beweis für Antonios Machenschaften seien. Antonio sieht sich gezwungen, die Lastwagen rechtzeitig anderswo zu verstecken.
Brunetti hat damit gerechnet und wartet mit einigen Polizisten vor der Lagerhalle, in der die Lastwagen stehen. Auch der Vice-Questore führt einen Trupp von Polizisten an. Da treffen Männer ein und Brunetti sieht sofort, dass Antonio Barbaro nicht unter ihnen ist. Es sind die Männer aus der Spedition des ermordeten Ranzato, die die Lastwagen wegfahren sollen. Brunetti will den Zugriff abblasen und eine bessere Gelegenheit abwarten, um Antonio zu überführen. Doch es gibt Missverständnisse an den Funkgeräten und der Vice-Questore befiehlt den Zugriff. Die Falschen werden verhaftet. Abends in der Bar entschuldigt sich der Vice-Questore bei Brunetti für seinen voreiligen Befehl. Da bekommt der Commissario einen Anruf von Franca. Diese ist mit Antonio im Casino und will, dass Brunetti dorthin kommt und ihn verhaftet. Dann will sie gegen ihn wegen Mordes aussagen. Der Vice-Questore gibt Brunetti den Befehl, Antonio zu schnappen. Das sei vermutlich sein letzter Befehl. Er selbst will sich an der Verhaftung diesmal nicht beteiligen.
Als Brunetti im Casino angekommen ist und Franca ihn bemerkt hat, überredet sie Antonio zu gehen. Sie verlassen das Casino, während Brunetti ihnen folgt. Mit gezückter Pistole zwingt er das Paar, stehen zu bleiben. Er will Antonio verhaften. Doch dieser findet Brunettis Vorgehen lächerlich, da es keine Beweise gäbe. Er will selbst mit Franca zur Polizei gehen, doch als diese sich ihm nähert, zückt er eine Pistole und nimmt sie als Geisel. Brunetti ist gezwungen, aufzugeben, da er nicht das Leben seiner Zeugin gefährden will. Er legt seine Pistole auf den Boden und schiebt sie in Richtung des Angreifers. Antonio lässt Franca los und wirft sie zu Boden. Nun bedroht er Brunetti und erzählt, dass er vor nicht einmal 48 Stunden einem anderen Polizisten gegenübergestanden hat, nämlich Filippo Guarino, der ebenfalls völlig allein seine Ermittlungen geführt habe. Plötzlich erschallt eine Stimme und erklärt, dass Brunetti nicht alleine gekommen sei. Der Vice-Questore Patta ist Brunetti schließlich doch gefolgt und greift mit seiner Pistole im Anschlag ein. Doch Antonio konfrontiert sich mit dem alten Polizisten und die beiden Männer stehen sich mit gezückten Waffen gegenüber. Plötzlich fällt ein Schuss. Von weiteren Schüssen getroffen sinkt Antonio zu Boden. Es war aber nicht der Vice-Questore, der abgedrückt hat, sondern es war Franca, die Brunettis Pistole an sich genommen und ihren Peiniger erschossen hat.
Auf seiner Dienststelle ist Brunetti allein mit Franca Cataldo. Sie gibt an, in Notwehr auf Antonio geschossen zu haben. Aber Franca hat nicht nur in der Situation nach dem Casinobesuch durch den Tod ihres Erpressers enorm profitiert. Nach der Ermordung des Spediteurs Ranzato ist nun auch Antonio Barbaro tot. Beide hatten für das Alibi des Ehepaars Cataldo für die Nacht gebürgt, in der jener Zahnarzt ermordet worden war, der Franca einst verunstaltet hatte. Danach hatten sie das Ehepaar in der Hand. Das ist nun vorbei. Brunetti aber wird klar, dass Francas Annäherung an ihn und ihr späteres Vorgehen von Anfang an geplant gewesen sein könnte, um Antonio auf irgendeine Weise loszuwerden, ohne dass ihre und ihres Mannes Beteiligung am Tod des falschen Zahnarztes auffliegen würde.
Der Commissario muss Franca gehen lassen. Vice-Questore Patta hat seine Sachen gepackt, um sich an seinem Geburtstag in die Pension zu verabschieden. Immerhin hat er zusammen mit Brunetti seinen letzten Fall abgeschlossen. Da kommt Elettra und übergibt Patta ein Schreiben. Darin gratuliert das Ministerium zu seinem 59. Geburtstag. Elettra hat wohl mit ihrem illegalen Zugang zum Netz des Ministeriums die Daten des Vice-Questores hinter seinem Rücken manipuliert, sodass er ein weiteres Mal seinen 59. Geburtstag feiern und noch ein Jahr im Amt bleiben kann. Voller Elan packt er die Reiseprospekte, die er sich für den Ruhestand besorgt hat, wieder aus und wirft sie weg. Brunetti aber geht nach Hause und spricht mit seiner Frau. Cataldo hat beschlossen, seine Geschäfte ruhen zu lassen und mit seiner Frau eine Zeit ins Ausland zu gehen. Conte Falier wird sich wohl einen anderen Geschäftspartner suchen müssen. Brunetti will aber weiterhin ein Auge auf die Aktivitäten des Conte werfen. Dazu wird sich schon bald eine Gelegenheit bieten. Er hat das Paar wieder einmal zu einem seiner gesellschaftlichen Essen eingeladen.

## Hintergrund
Schöner Schein wurde vom 21. April 2010 bis zum 25. Juni 2010 in Venedig und Umgebung gedreht. Die Erstausstrahlung auf Das Erste erfolgte am 14. April 2012 zur Hauptsendezeit.

## Kritik
Die Kritiker der Fernsehzeitschrift TV Spielfilm vergaben dem Film eine mittlere Wertung, sie zeigten mit dem Daumen zur Seite. Sie konstatierten: „Bietet so viel Tiefgang wie eine Gondelfahrt“.